# Giovanni Arenella
Giovanni Arenella (Nápoles, 3 de abril de 1920 - ib., 16 de marzo de 1965) fue un obrero, político, partisano y sindicalista italiano.

## Biografía
Durante la dictadura fascista, fue activo en la organización clandestina del Partido Comunista desde que tenía 17 años. Después del Armisticio entre Italia y las fuerzas armadas aliadas (8 de septiembre de 1943), fue uno de los animadores más combativos del levantamiento popular conocido como los Cuatro Días de Nápoles. Tras la liberación de su ciudad de los alemanes, Arenella organizó los Comités de Liberación Nacional (CNL) en la provincia.
Posteriormente, fue despedido de la fábrica donde trabajaba como obrero metalúrgico debido a su actividad sindacal. Arenella se volvió un dirigente de la Confederación General Italiana del Trabajo (CGIL) y fue elegido como secretario provincial napolitano de los obreros de la construcción. En 1948, se trasladó a Calabria para participar, junto a los campesinos, en las luchas por la reforma agraria. De regreso a Nápoles en 1951, al año siguiente fue candidato en las elecciones municipales con la lista "Vesuvio", encabezada por los comunistas Giorgio Amendola y Mario Palermo. También fue secretario de la Cámara del Trabajo de Frattamaggiore y alcalde de Sant'Antimo.
En las elecciones generales de 1958, fue elegido diputado de la 3ª legislatura de la República Italiana en las filas del Partido Comunista Italiano (PCI). Reconfirmado en la siguiente legislatura, ocupó el mandato parlamentario hasta su prematura muerte, a los 44 años de edad; le sucedió el también comunista napolitano Giuseppe Abbruzzese.